# Atletismo nos Jogos Pan-Americanos de 1963 - 1500 m masculino
A prova dos 1500 m masculino nos Jogos Pan-Americanos de 1963 foi realizada em São Paulo, Brasil.

## Medalhistas
| Ouro                          | Prata                         | Bronze                 |
| Jim Grelle USA Estados Unidos | Jim Beatty USA Estados Unidos | Don Bertoia CAN Canadá |

## Resultados
| Posição           | Nome                  | Nacionalidade      | Tempo   | Notas |
| ----------------- | --------------------- | ------------------ | ------- | ----- |
| Medalha de ouro   | Jim Grelle            | USA Estados Unidos | 3:43.62 |       |
| Medalha de prata  | Jim Beatty            | USA Estados Unidos | 3:43.88 |       |
| Medalha de bronze | Don Bertoia           | CAN Canadá         | 3:55.19 |       |
| 4                 | José dos Santos Primo | BRA Brasil         | 3:56.69 |       |
| 5                 | Alejandro Arroyo      | ECU Equador        | 4:00.37 |       |
| 6                 | Albertino Etchechury  | URU Uruguai        | 4:02.18 |       |
| 7                 | Jeffrey Payne         | BER Bermudas       | 4:14.42 |       |
| 8                 | José Luna             | MEX México         | 4:16.21 |       |